# Лексінгтон (Південна Кароліна)
Лексінгтон (англ. Lexington) — місто (англ. town) в США, в окрузі Лексінгтон штату Південна Кароліна. Населення — 23 568 осіб (2020).

## Географія
Лексінгтон розташований за координатами 33°59′41″ пн. ш. 81°12′44″ зх. д. / 33.99472° пн. ш. 81.21222° зх. д. (33.994810, -81.212110).  За даними Бюро перепису населення США в 2010 році місто мало площу 23,18 км², з яких 22,98 км² — суходіл та 0,20 км² — водойми. В 2017 році площа становила 26,08 км², з яких 25,73 км² — суходіл та 0,35 км² — водойми.

### Клімат
| Клімат : Лексінгтон                        | Клімат : Лексінгтон | Клімат : Лексінгтон | Клімат : Лексінгтон | Клімат : Лексінгтон | Клімат : Лексінгтон | Клімат : Лексінгтон | Клімат : Лексінгтон | Клімат : Лексінгтон | Клімат : Лексінгтон | Клімат : Лексінгтон | Клімат : Лексінгтон | Клімат : Лексінгтон | Клімат : Лексінгтон |
| Показник                                   | Січ.                | Лют.                | Бер.                | Квіт.               | Трав.               | Черв.               | Лип.                | Серп.               | Вер.                | Жовт.               | Лист.               | Груд.               | Рік                 |
| Абсолютний максимум, °C                    | 28,9                | 28,9                | 33,9                | 35,6                | 38,3                | 41,7                | 42,8                | 41,7                | 41,1                | 38,3                | 32,2                | 28,3                | 42,8                |
| Середній максимум, °C                      | 13,3                | 16,1                | 20,0                | 24,4                | 28,9                | 32,2                | 33,9                | 32,8                | 29,4                | 24,4                | 19,4                | 14,4                | 23,9                |
| Середній мінімум, °C                       | −1,1                | 0,6                 | 5,0                 | 10,0                | 15,6                | 20,0                | 22,2                | 21,7                | 17,8                | 11,1                | 5,6                 | 0,0                 | 10,6                |
| Абсолютний мінімум, °C                     | −18,3               | −20                 | −15,6               | −3,3                | 1,1                 | 6,7                 | 12,2                | 11,7                | 4,4                 | −5                  | −11,1               | −15,6               | −20                 |
| Середня кількість сонячних годин на місяць | 173,6               | 183,6               | 238,7               | 270,0               | 291,4               | 279,0               | 285,2               | 263,5               | 240,0               | 235,6               | 195,0               | 173,6               | 2829                |
| Норма опадів, мм                           | 91                  | 95                  | 95                  | 67                  | 75                  | 119                 | 139                 | 134                 | 90                  | 81                  | 70                  | 82                  | 1132                |
| Днів з опадами                             | 9,9                 | 9,1                 | 8,6                 | 8,0                 | 7,7                 | 10,5                | 11,8                | 10,5                | 7,3                 | 7,0                 | 7,3                 | 9,0                 | 106,8               |
| Днів зі снігом                             | 0,5                 | 0,3                 | 0,1                 | 0                   | 0                   | 0                   | 0                   | 0                   | 0                   | 0                   | 0                   | 0,1                 | 1,0                 |
| ------------------------------------------ | ------------------- | ------------------- | ------------------- | ------------------- | ------------------- | ------------------- | ------------------- | ------------------- | ------------------- | ------------------- | ------------------- | ------------------- | ------------------- |
| Джерело: NOAA (extremes 1887–present),     |                     |                     |                     |                     |                     |                     |                     |                     |                     |                     |                     |                     |                     |

## Демографія
Згідно з переписом 2010 року, у місті мешкало 17 870 осіб у 7345 домогосподарствах у складі 4469 родин. Густота населення становила 771 особа/км².  Було 8101 помешкання (350/км²).
Расовий склад населення:
| - 80,8 % — білих - 12,7 % — чорних або афроамериканців - 3,7 % — азіатів - 0,3 % — корінних американців - 1,1 % — осіб інших рас |

До двох чи більше рас належало 1,5 %. Частка іспаномовних становила 3,5 % від усіх жителів.
За віковим діапазоном населення розподілялося таким чином: 24,6 % — особи молодші 18 років, 65,1 % — особи у віці 18—64 років, 10,3 % — особи у віці 65 років та старші. Медіана віку мешканця становила 34,8 року. На 100 осіб жіночої статі у місті припадало 93,0 чоловіків;  на 100 жінок у віці від 18 років та старших — 89,3 чоловіків також старших 18 років.
Середній дохід на одне домашнє господарство  становив 74 076 доларів США (медіана — 60 376), а середній дохід на одну сім'ю — 92 354 долари (медіана — 76 653). Медіана доходів становила 53 936 доларів для чоловіків та 42 485 доларів для жінок. За межею бідності перебувало 11,7 % осіб, у тому числі 16,4 % дітей у віці до 18 років та 5,0 % осіб у віці 65 років та старших.
Цивільне працевлаштоване населення становило 9005 осіб. Основні галузі зайнятості: освіта, охорона здоров'я та соціальна допомога — 25,3 %, науковці, спеціалісти, менеджери — 12,0 %, виробництво — 9,8 %, фінанси, страхування та нерухомість — 9,7 %.